# Eurycope nobili
Eurycope nobili är en kräftdjursart som beskrevs av Richardson 1911. Eurycope nobili ingår i släktet Eurycope och familjen Munnopsidae. Inga underarter finns listade i Catalogue of Life.